# Призренец
Призренец или Призренъц е средновековен град-крепост от времето на цар Стефан Душан. Намира се на 3 km югозападно от Призрен в каньона на река Призренска Бистрица. Опасва манастира „Свети Архангели“ и се издига над мястото като страж.
Състои се от две части:
- Горен град, в началото на клисурата (на около 680 метра надморска височина) и
- Долен град (по протежение на Призренска Бистрица около манастира на около 525 метра надморска височина)

Двата града са свързани с крепостни стени по склона към реката. Горният е с форма на неправилен петоъгълник с кули по ъглите, като пространството между двата града е разделено от стени на две нива за допълнителна защита на Горния град. В Долния град е разположен манастирския комплекс „Свети Архангели“ с двете църкви, посветени на Свети Архангели и на Свети Никола. Днес средновековният град е в руини.